# Museo de Arquitectura Maya Baluarte de la Soledad

Mapa de Sitio del Museo de Arquitectura Maya

El Museo de la Arquitectura Baluarte de la Soledad es una construcción militar, llamada también Museo de las Estelas se localiza en San Francisco Campeche, Campeche. Además figura frente al mar y es una de las posibles representaciones de las ocho que se construyeron, esto con el fin de unir una estancia protegida por murallas en la villa San Francisco.

## Historia
Durante el siglo XX, en la etapa de la revolución, se sometió a constantes evoluciones y así adaptándose a las distintas situaciones. En 1929 se utilizó al servicio de las familias, que pertenecían a la oficialidad y tropa. En 1937 comenzaron a reconocerlo como un monumento, en ese momento se inició su restauración, ya que se encontraba en condiciones decadentes.
En el año 1958 fue reconocido como museo, inició con la colección de la exposición que se encontraba en el ex templo de san José, que incluían piezas coloniales y mayas.
En el año 1975 fue trasladada cierta parte de piezas al Fuerte de San Miguel, mientras tanto adoptó el nombre de Museo de Historia Colonial, por las piezas del periodo virreinal en Campeche.
En el año de 1985 exportó piezas a otros museos, quedándose únicamente con monolitos mayas, llamado por eso Museo de las estelas.

## Colección

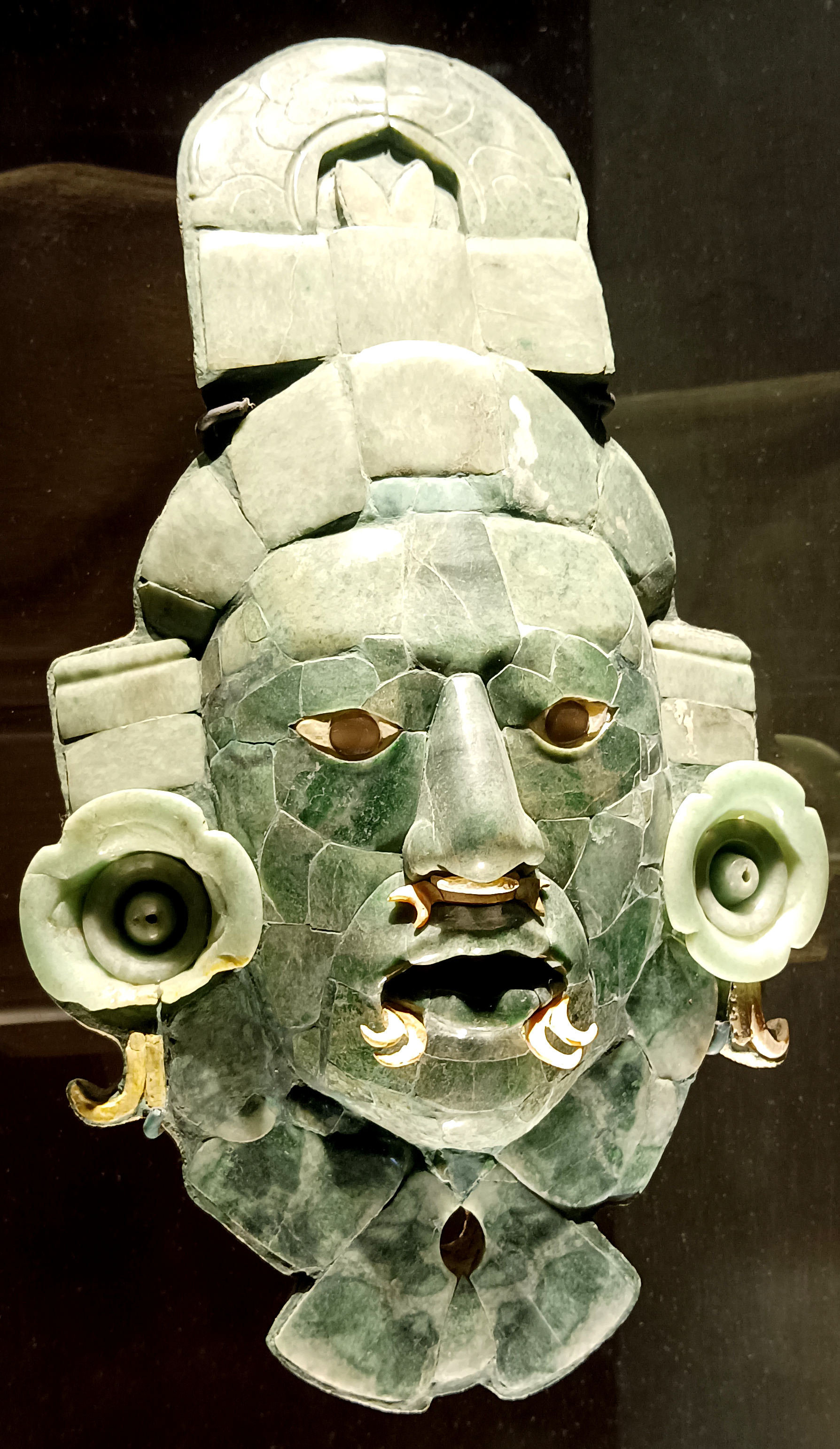
Máscara de Calakmul

Cuenta con piezas de distintas zonas arquitectónicas mayas como: Petén norte, Chenes y Puuc. En la plaza Calakmul destaca el ajuar funerario procedente de la Estructura VII. En la zona de Rio Bec cuenta con la banqueta. El Sr. Pájaro Principal de Chunhuhub, ascaron de dios K´wiil, procedente del rancho Villamar.
Se observan figuras antropomorfas de los sitios de Edzna, Xcalumkin, kanki, Itzimte y el Palmar. Así como también columnas, jambas, paneles y dinteles estelas.

## Descripción
El museo cuenta con distintas salas, las dos plantas con forma pentagonal irregular. En la planta baja, contiene seis habitaciones, cuatro de las cuales se usan para exposición y una sala es utilizada para trabajos de restauración. En la planta alta, se encuentra rodeada por formas arquitectónicas militares.

## Galería de Imágenes

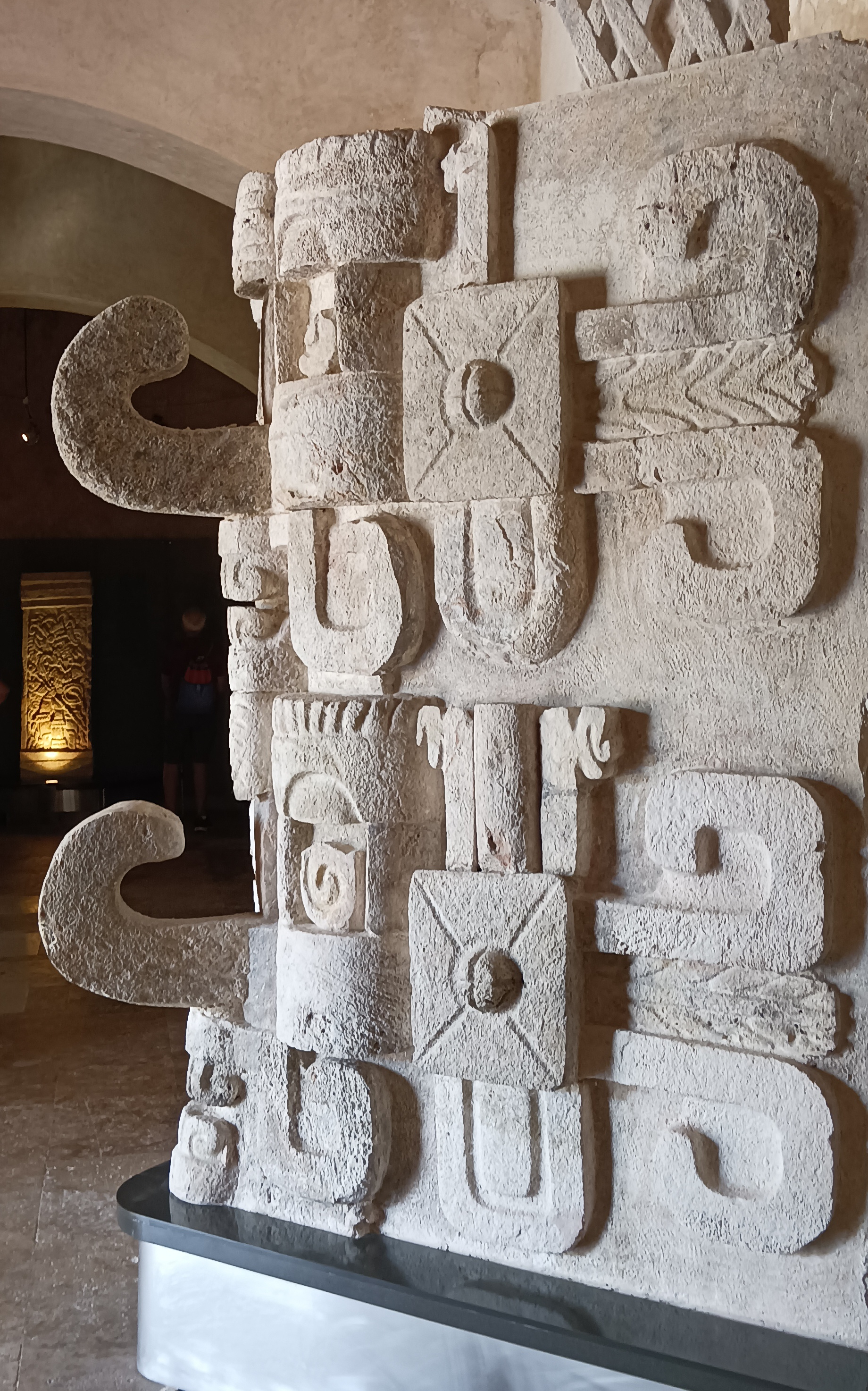
Mascarones de Chaac, estilo Puuc
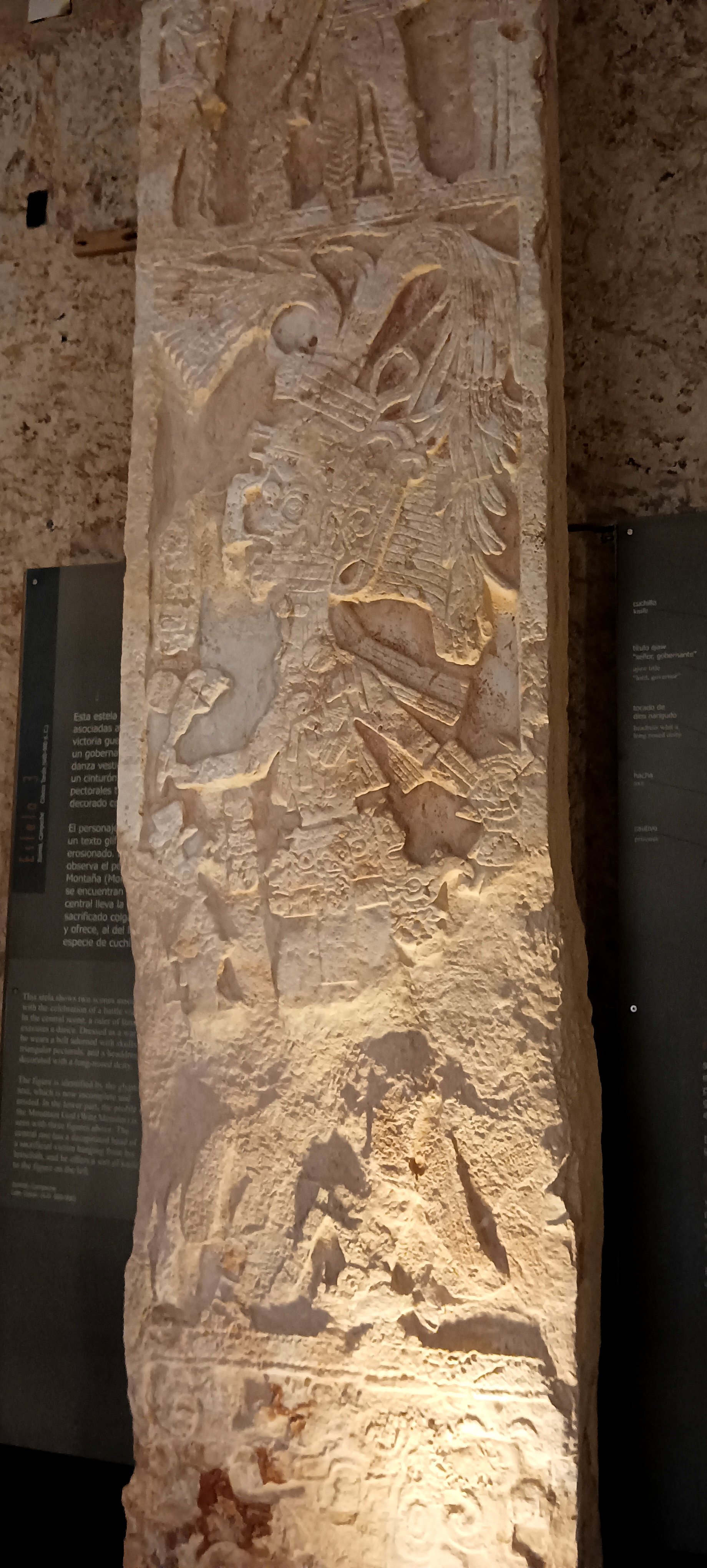
Estela 3 de Itzimté, Campeche
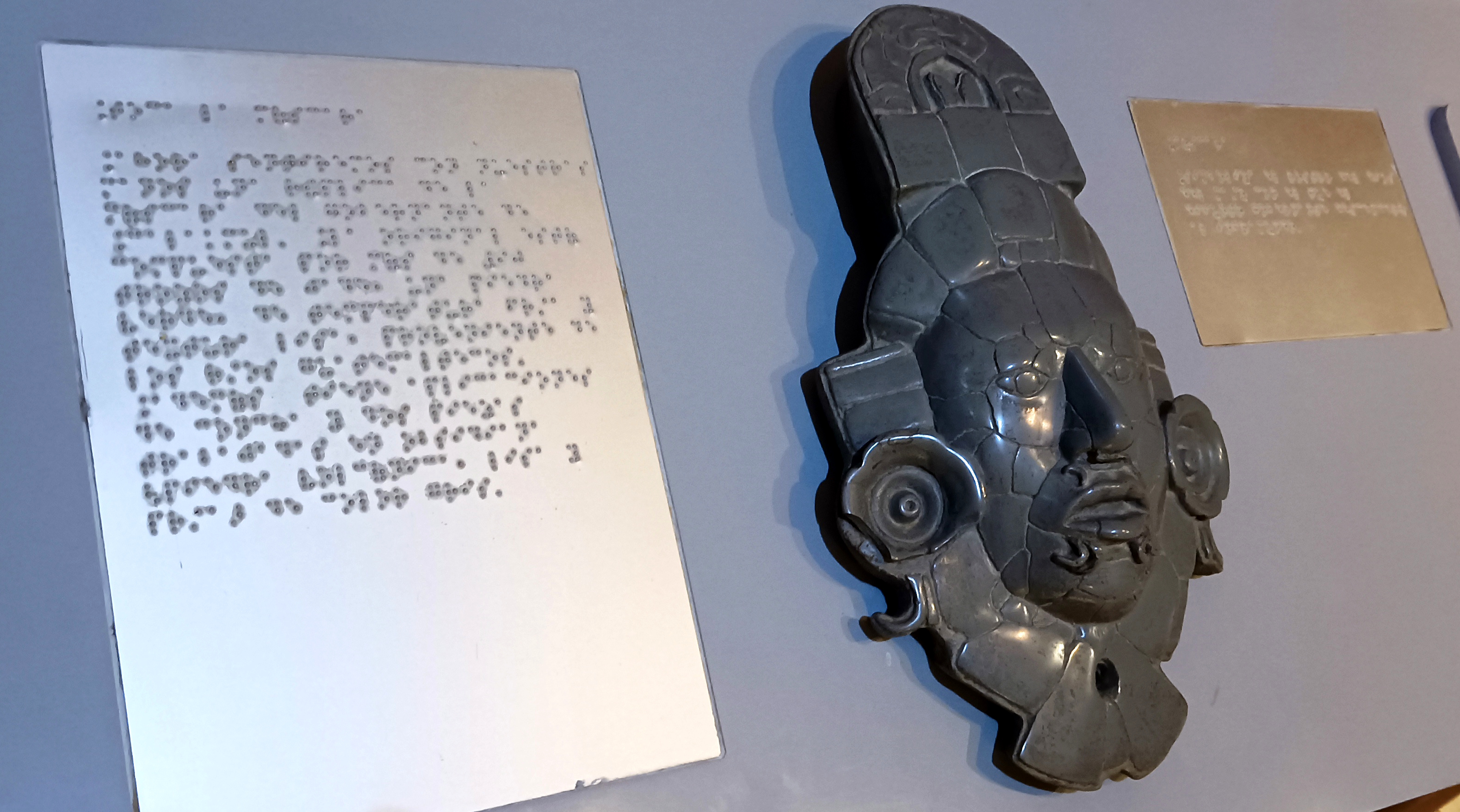
Cartel táctil sobre máscara de Calakmul
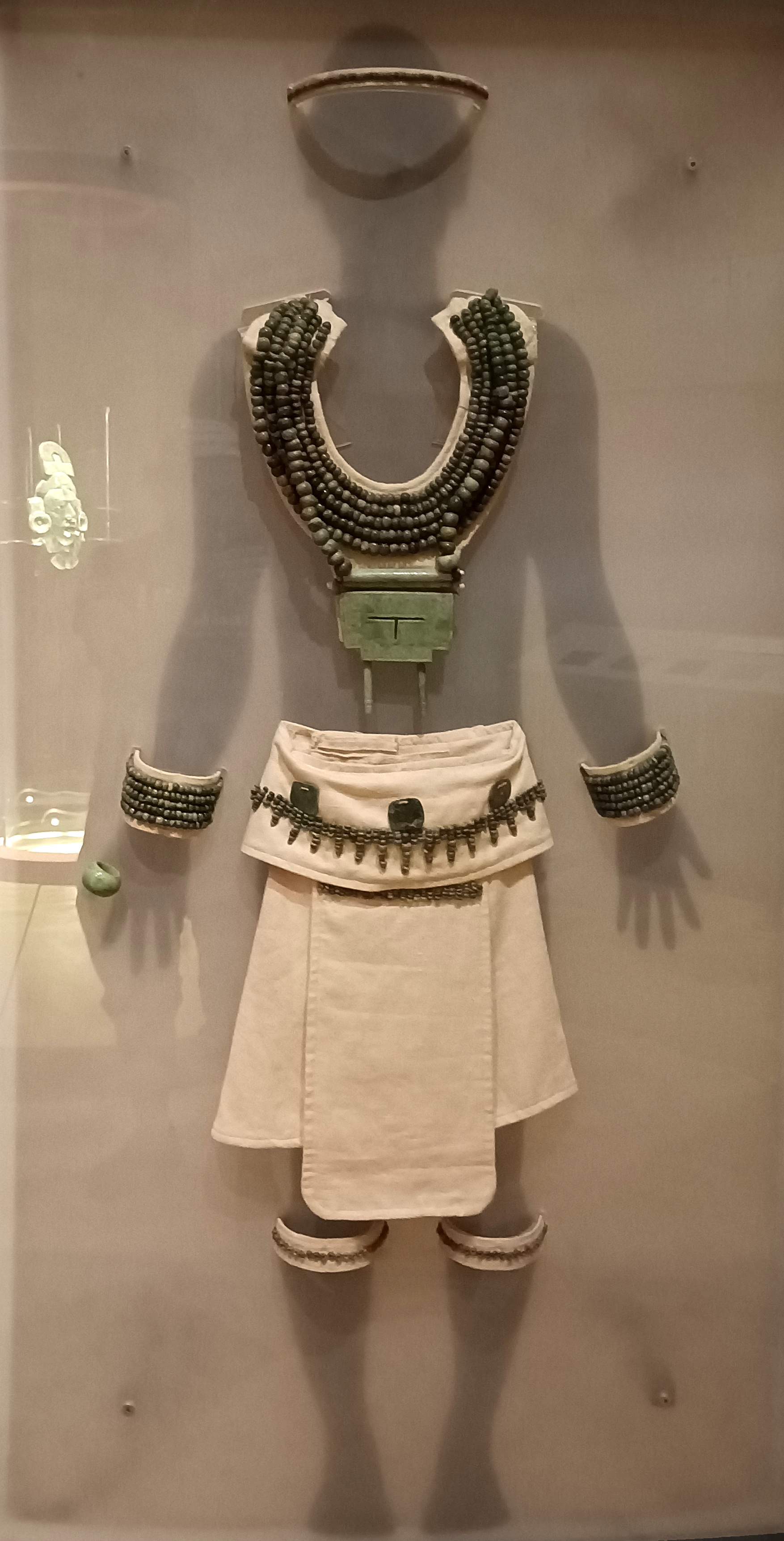
Ajuar funerario de Calakmul
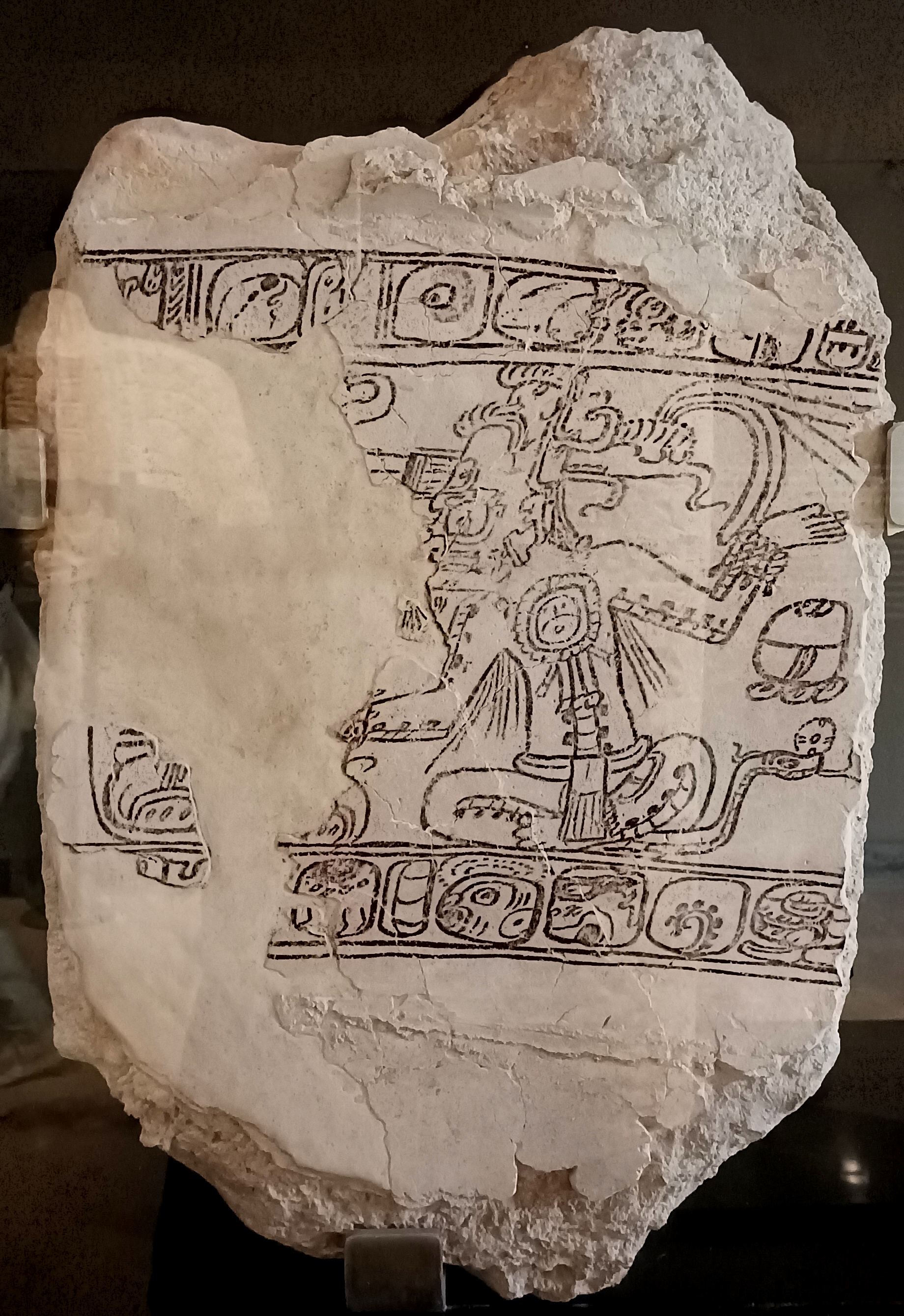
Tapa de bóveda con el dios K'awiil